# 최은수
최은수(崔恩洙, 1956년 ~ )는 대한민국의 법원장을 역임한 법조인이다.

## 생애
충청남도 논산에서 1956년에 태어난 최은수는 광석초등학교, 논산중학교, 서울고등학교와 서울대학교 법과대학을 졸업하고 1977년 제19회 사법시험에 합격했다. 1979년 사법연수원 9기를 수료하고 1982년 대전지방법원 판사에 임용되어 1989년까지 대전지방법원 홍성지원, 인천지방법원, 서울고등법원에서 판사를 하였다.
1992년에 대법원 재판연구관으로 재직하다가 1993년에 부장판사로 승진하여 창원지방법원(1993년), 인천지방법원(1996년), 서울지방법원 동부지원(1998년), 서울지방법원(1998년), 대전고등법원(2001년), 서울고등법원(2002년), 수원지방법원(2002년), 서울고등법원(2004년)에서 재판장을 하였다.
2006년 2월 대법원 정기 인사에서 법원장으로 승진하여 춘천지방법원에서 법원장을 하였으며 2008년에는 의정부지방법원 법원장으로 전보되어 강원도 선거관리위원회 위원장을 겸직하였다. 그러다가 2012년 3월 법관에서 물러날 때까지 서울서부지방법원(2009년), 대구고등법원(2010년 2월), 특허법원(2011년 2월), 대전고등법원(2011년 11월)에서 법원장을 역임하였다.
법관을 사퇴하고 법무법인 대륙아주 대표변호사와 법무법인 대륙아주 고문변호사로서 변호사 활동을 하고 있을 무렵인 2016년 3월 대통령 선거 보궐선거를 위한 중앙선거방송토론위원회 위원장을 맡았다.

## 주요 판결
서울고등법원 특별8부 재판장으로 재직하던 2006년 2월 15일 국민체육진흥공단이 서울특별시를 상대로 "난지도환경대중골프장의 운영권을 서울시가 갖는다는 조례는 무효"라며 낸 행정소송 항소심에서 1심대로 원고 승소 판결했다.
서울고등법원 특별5부 재판장으로 재직하던 2007년 4월 11일에 노조 설립 이후 업체가 폐업되면서 해고된 현대중공업 사내하청 노동자들에 대해 "현대중공업이 하청업체 폐업이라는 방식으로 노조 간부와 조합원을 사업장에서 배제한 것은 부당노동행위에 해당한다"며 "아울러 원청회사인 현대중공업은 이들 사내하청 노동자들의 노조법상 사용자로서 책임을 지는 지위에 있다"고 판결했다.